# Zastava Tajlanda
Zastava Tajlanda je usvojena 28. rujna 1917. Na sebi ima pet vodoravnih pruga crvene, bijele i plave boje. Središnja plava pruga je dvostruke širine. Boje crvena-bijela-plava znače nacija-religija-kralj, što je i državni moto ove zemlje.
Smatra se da je zastava usvojena prvi put 1855. i tada je bila crvene boje sa slikom slona na sredini. U ovom obliku je usvojena 1916. ali središnja bijela pruga je bila jednake širine. 
Smatra se da je plava boja usvojena kao simbol petka, dana kada je rođen kralj Vajiravudh. Prema drugim izvorima, plava boja je pokazivala solidarnost prema snagama alijanse u prvom svjetskom ratu, koje su također na svojoj zastavi imale ove tri boje.
Zastava je jako slična zastavi Kostarike koja zbog toga u internacionalnim odnosima često koristi verziju zastave s grbom.